# Laguna Leandro
Das Naturdenkmal Laguna Leandro ist ein See im Departamento Humahuaca in der Provinz Jujuy im Nordwesten Argentiniens. Er befindet sich in einer spärlich besiedelten Region in etwa 12 km Entfernung südöstlich von Iturbe und etwa 22 km nordöstlich von Humahuaca.

## Allgemeines
Der See wurde 1985 unter Naturschutz gestellt und zum Vogelschutzgebiet erklärt.

## Pflanzen- und Tierwelt
Um den See gibt es kaum Vegetation. Nur einige wenige Gräser wachsen dort.
Am See wurden der Andenkondor (Vultur gryphus) und der Chileflamingo (Phoenicopterus chilensis) gesichtet.

## Zugang
Die Laguna Leandro ist von Humahuaca aus über die Ruta Provincial 73 (RP73) zu erreichen. Bei Aparzo führt der Weg runter von der RP73 Richtung Norden. Bei Chorcan geht es weiter Richtung Nordwest bis zum See.